# Werner Eidner
Werner Eidner (* 28. Dezember 1923 in Chemnitz) ist ein ehemaliger deutscher Politiker (SED). Er war Vorsitzender des Rats des Bezirks Potsdam.

## Leben
Eidner, Sohn eines Fräsers, besuchte die Volksschule in Chemnitz und absolvierte von 1939 bis 1942 eine Lehre zum Werkzeugmacher. Anschließend arbeitete er im Beruf. 1942 zur Wehrmacht eingezogen, geriet er 1945 in Italien in amerikanische Kriegsgefangenschaft. Nach seiner Entlassung war er zwischen 1946 und 1948 erneut als Werkzeugmacher in Chemnitz tätig. 1946 wurde er Mitglied der Sozialistischen Einheitspartei Deutschlands (SED). 
1948/49 war er Sekretär der Betriebsparteiorganisation im IFA-Werk in Chemnitz und von 1949 bis 1951 Instrukteur in der SED-Landesleitung Sachsen. Nach einem Lehrgang an der Landesparteischule der SED in Meißen wurde er 1952 zunächst Zweiter Sekretär, dann Erster Sekretär der SED-Kreisleitung Großenhain (bis 1958). 1956/57 absolvierte er ein Fernstudium an der Parteihochschule „Karl Marx“ mit Abschluss als Diplom-Gesellschaftswissenschaftler. Von 1958 bis 1960 fungierte er als Erster Sekretär der SED-Kreisleitung Zittau. Von 1960 bis 1964 war er Zweiter Sekretär der SED-Bezirksleitung Dresden. 1963 wurde er Mitglied der Zentralen Revisionskommission der SED (bis 1989). Zwischen 1964 und 1966 absolvierte Eidner ein Studium an der Hochschule für Ökonomie Berlin mit dem Abschluss als Diplom-Wirtschafter. Von 1966 bis 1974 fungierte er als Zweiter Sekretär der SED-Bezirksleitung Potsdam. Ab 1967 gehörte er als Abgeordneter dem Bezirkstag von Potsdam an. Von 1974 bis 1977 war er Vorsitzender des Rates des Bezirks Potsdam.

## Auszeichnungen
- Vaterländischer Verdienstorden in Bronze (1958) und in Silber (1969)